# Frederick John Norton
Frederick John Norton (* 1904; 28 de febrero de 1986) fue un bibliógrafo, romanista e hispanista.

## Biografía
Norton estudió en Cambridge y en España. Fue  Bibliotecario de la Cambridge University Library de 1930 hasta 1972. En 1966 fue nombrado Fellow del University College (Cambridge), y  lector en Bibliografía en 1970.
Norton fue condecorado con la gran cruz de la Orden de Alfonso X el Sabio.

## Obras
- (Con Lewis Charles Harmer) Manual of Modern Spanish, Londres, 1935
- Italian Printers 1501-1520. An annotated list, Londres, 1958
- Printing in Spain, 1501-1520, Cambridge 1966, 1997, Ann Arbor 1999 español Julián Martín Abad, Madrid, 1997)
- (Ed. con Edward M. Wilson), Two Spanish verse chapbooks, Cambridge, 1969
- A Descriptive Catalogue of printing in Spain and Portugal 1501-1520, Cambridge, 1978, Mansfield 1999
- (Contribuyentes) Katharine Mary Briggs, Dictionary of British Folk-tales en the English Language incorporating the F. J. Norton de la Colección de 4 Tomos, 1970-1971